# Austriaccy posłowie do Parlamentu Europejskiego 2009–2014
Austriaccy posłowie VII kadencji do Parlamentu Europejskiego zostali wybrani w wyborach przeprowadzonych 7 czerwca 2009.

## Lista posłów
Wybrani z listy Austriackiej Partii Ludowej
- Othmar Karas
- Elisabeth Köstinger
- Heinz Becker, poseł do PE od 1 kwietnia 2011
- Hubert Pirker, poseł do PE od 31 marca 2011
- Paul Rübig
- Richard Seeber

Wybrani z listy Socjaldemokratycznej Partii Austrii
- Karin Kadenbach
- Jörg Leichtfried
- Evelyn Regner
- Hannes Swoboda
- Josef Weidenholzer, poseł do PE od 1 grudnia 2011, mandat w związku z wejściem w życie traktatu lizbońskiego

Wybrani z Listy Hansa Petera Martina
- Martin Ehrenhauser[1]
- Hans-Peter Martin
- Angelika Werthmann

Wybrani z listy Wolnościowej Partii Austrii
- Andreas Mölzer
- Franz Obermayr

Wybrane z listy Zielonych
- Eva Lichtenberger
- Ulrike Lunacek

Wybrany z listy BZÖ
- Ewald Stadler, poseł do PE od 7 grudnia 2011, mandat w związku z wejściem w życie traktatu lizbońskiego

Byli posłowie VII kadencji do PE
- Hella Ranner (wybrana z listy ÖVP), do 31 marca 2011
- Ernst Strasser (wybrany z listy ÖVP), do 23 marca 2011